# Sérgio Reoli
Sérgio Reis de Oliveira (Guarulhos, 30 de setembro de 1969 – São Paulo, 2 de março de 1996), mais conhecido como Sérgio Reoli, foi um músico brasileiro, conhecido por ser o baterista da banda Mamonas Assassinas.

## Biografia
Sérgio Reis de Oliveira nasceu em Guarulhos, na região metropolitana de São Paulo, em 30 de setembro de 1969. Irmão mais velho do baixista Samuel Reoli — que também integrou a banda Mamonas Assassinas —, Reoli também foi baterista da banda Utopia.
O mais velho dos descendentes do grupo sertanejo Irmãos Oliveira, Sérgio era um dos maiores piadistas do grupo. Tinha como inspirações bandas nacionais e internacionais, como Red Hot Chili Peppers, Rush, Barão Vermelho, Titãs e Paralamas do Sucesso. Sérgio era apaixonado por bateria e mostrava toda sua energia nos palcos onde se apresentava. O sobrenome Reoli não tem ligação com uma possível ascendência italiana e vem das sílabas iniciais de Reis e Oliveira, sobrenome dos dois irmãos.

## Morte
Em 2 de março de 1996, às 21h58, Sérgio e outros integrantes do grupo Mamonas Assassinas partiram após um show em Brasília em um Learjet 25D prefixo PT-LSD com destino a Guarulhos, na grande São Paulo. A aeronave, que já estava próxima ao destino, arremeteu em contato com a torre de controle, após o piloto informar que havia condições visuais para tal. Foi realizada, então, uma curva para a esquerda, mas a direção correta para chegar ao aeroporto era à direita. E cerca das 23h16 o avião em que o grupo estava colidiu na Serra da Cantareira, no norte da cidade de São Paulo, causando a morte de todos os membros do grupo e dos outros ocupantes da aeronave.